# Suparmanto
Suparmanto (ur. 18 sierpnia 1993) – indonezyjski zapaśnik w stylu klasycznym. Zajął 34. miejsce na mistrzostwach świata w 2014 roku. 
Dziesiąty na igrzyskach azjatyckich w 2022. Siedemnasty na mistrzostwach Azji w 2024. Złoty medalista igrzysk Azji Południowo-Wschodniej w 2023 i brązowy 2013 roku. Trzynasty na mistrzostwach Azji z 2011. Pierwszy na mistrzostwach Azji Południowo-Wschodniej w 2022 roku.